# SsangYong Rodius
Сангјонг родијус (енгл. SsangYong Rodius) један од модела компаније Сангјонг (SsangYong), на неким тржиштима познат под именом ставик, представља велики, мултифункционални монокеб који је своју премијеру доживео 2004. године. Основна карактеристика родијуса, осим његове импозантне величине, је и јединствен погон 4x4 што представља реткост у категорији миниванова.

## Прва генерација (2004—2013)
Британски професор Кен Гринли (Ken Greenley), који је дуги низ година био на челу одељења за аутомобилски дизајн на лондонском Краљевском колеџу уметности је заслужан за дизајн прве генерације овог модела. Испирацију за дизајн је пронашао у луксузним јахтама.
Ослањајући се на платформу Мерцедес-Бенц W124, родијус комбинује удобност луксузне лимузине са перформансама СУВ возила. Од Мерцедес-Бенцa је такође позајмљен и 5-o цилиндрични 2.7 дизел-мотор са директним убризгавањем, 6-o цилиндрични 3.2 бензински мотор и аутоматски мењач т-троник (Т-tronic) са могућношћу мануелног управљања.

### Галерија
- Представљање новог родијуса на Сајму аутомобила у Софији 2006 године
- Представљање новог родијуса на Сајму аутомобила у Софији 2006 године
- Прва генерација родијуса (редизајнирана верзија 2008.)

## Друга генерација (2013--данас)
2013. године модел је рестилизован, и добија нови дволитарски дизел-мотор са директним убризгавањем који је у складу са најновијим еколошким стандардима. Продаја новог модела почиње на домаћем јужно корејском тржишту под именом корандо турисмо. На остатку азијског тржишта модел се рекламира под називом „нови ставик” (New Stavic) док линија намењена европском тржишту носи амблем родијус.

### Галерија
- Родијус, модел 2013
- Родијус, модел 2013